# Garrett Stutz
Garrett Stutz (Kansas City, Missouri, 10 de febrer de 1990) és un jugador de bàsquet. Amb 2,13 d'alçada, el seu lloc natural a la pista és el de pivot.
Format a la Universitat de Wichita State (2008-12), després de provar en les Lligues d'Estiu de l'NBA va viure la seva primera experiència professional a Corea, al Anyang KGC, encara que va acabar la temporada 2012-13 a la D-League amb els xarxa Claws.
Va debutar a Europa amb el Energia Czarni Slupsk polonès (12,6 punts i 7,1 rebots), i a l'any següent va ser campió de la Lliga Txeca amb el Nymburk. A la temporada 2015-16 va jugar al Tsmoki-Minsk belarús, en el qual va aconseguir una mitjana de 13,9 punts i 7 rebots en la VTB League i 13,1 + 7 a la Copa Europea de la FIBA (FIBA Europe Cup). L'agost de 2016 signa amb el Divina Seguros Joventut, i juga a Badalona tota la temporada. La temporada següent se'n a jugar als Shimane Susanoo Magic de la lliga japonesa.